# Nekrolog 3. Quartal 1995
Nekrolog
◄◄
| ◄
| 1991
| 1992
| 1993
| 1994
| 1995 | 1996 | 1997 | 1998 | 1999 | ► | ►►
1. Quartal |
2. Quartal |
3. Quartal |
4. Quartal 1995
Weitere Ereignisse | Allgemeiner Nekrolog 1995
Die Beschreibung der verstorbenen Person sollte so kurz wie möglich gehalten sein und nur deren signifikante Tätigkeit(en) enthalten.
Neue Namen ggf. auch unter dem Geburts- und Sterbedatum, also etwa unter 1. Januar und im Geburts- und Sterbejahr (2024) eintragen (nur bei entsprechender großer Wichtigkeit). Für Beispiele siehe die schon vorhandenen Artikel.
Außerdem über die fünf zuletzt Verstorbenen, zu denen es einen ausreichend guten Artikel für eine Präsentation auf der Hauptseite gibt, nach der todesbedingten Überarbeitung der Artikel ggf. auch unter Wikipedia Diskussion:Hauptseite informieren und sie am besten auch in den anderen Wikipedia-Sprachversionen eintragen. Tipp: Regelmäßig bei news.google.de nach „ist tot“, „gestorben“ oder „verstorben“ suchen.
Wenn eine Person gestorben ist, gibt es viele Seiten zu dieser Person in der Wikipedia, die davon auch betroffen sind und entsprechend aktualisiert werden müssen. Beispiele: Namenübersichtsseite, Geburtsjahr, Geburtsort-Seiten und viele mehr.
Wie finde ich die betroffenen Seiten?
Im Suchfeld auf der linken Seite gibt man den Suchbegriff so ein: „Vorname Nachname“. Dann klickt man auf Volltext und alle Seiten mit entsprechendem Suchtext werden aufgerufen. Hier sieht man dann schnell, wo auch das Todesjahr Sinn macht oder sogar ein Teil des Artikels angepasst werden muss. Auch hilft das „Werkzeug“ auf der linken Seite sehr gut, um solche Seiten aufzufinden: „Links auf diese Seite“. Somit ist die Wikipedia wieder aktuell in allen Bereichen! Hinweis: bei Eintragung der Kategorie „Gestorben JAHR“ wird der Missbrauchsfilter 49 ausgelöst, was jedoch nicht schlimm ist. Siehe: Spezial:Missbrauchsfilter/49
Dies ist eine Liste von im dritten Quartal 1995 verstorbenen bekannten Persönlichkeiten. Die Einträge erfolgen innerhalb der einzelnen Daten alphabetisch sortiert. Tiere sind im Nekrolog für Tiere zu finden.

## Juli
| Tag      | Name                            | Beruf, bekannt als                                                                      | Alter | Beleg |
| -------- | ------------------------------- | --------------------------------------------------------------------------------------- | ----- | ----- |
| 1. Juli  | Wolfgang Herbst                 | deutscher Museologe und Historiker                                                      | 67    |       |
| 1. Juli  | Karl-Heinz Hess                 | deutscher Schauspieler                                                                  | 65    |       |
| 1. Juli  | Michael M. Lutz                 | deutscher Maler                                                                         | 83    |       |
| 1. Juli  | Nikolai Iwanowitsch Peiko       | russischer Komponist                                                                    | 79    |       |
| 1. Juli  | Eduard Spörri                   | Schweizer Bildhauer                                                                     | 94    |       |
| 1. Juli  | Bernhard Stasiewski             | deutscher Theologe und Historiker                                                       | 89    |       |
| 1. Juli  | Akanu Ibiam                     | nigerianischer Politiker                                                                | 89    |       |
| 1. Juli  | Wolfman Jack                    | US-amerikanischer Discjockey                                                            | 57    |       |
| 2. Juli  | Claudio Costa                   | italienischer Objektkünstler, Maler und Graveur                                         | 53    |       |
| 2. Juli  | Alex Jordan                     | US-amerikanische Pornodarstellerin                                                      | 31    |       |
| 2. Juli  | Ferdinand O. Kopp               | deutscher Staatsrechtslehrer                                                            | 63    |       |
| 2. Juli  | Zdeněk Košler                   | tschechischer Dirigent                                                                  | 67    |       |
| 2. Juli  | Lloyd MacPhail                  | kanadischer Politiker, Vizegouverneur von Prince Edward Island                          | 75    |       |
| 2. Juli  | Othmar Rauscher                 | österreichischer Zisterzienser, Abt des Stiftes Schlierbach                             | 75    |       |
| 2. Juli  | Paul von Schilhawsky            | österreichischer Pianist, Dirigent, Hochschullehrer und Rektor der Hochschule Mozarteum | 76    |       |
| 2. Juli  | George Seldes                   | US-amerikanischer Journalist, Buchautor und Propagandakritiker                          | 104   |       |
| 2. Juli  | Joachim Straub                  | deutscher Jurist und Politiker (CDU), MdL                                               | 88    |       |
| 2. Juli  | Lucy Tal                        | österreichisch-US-amerikanische Verlegerin, Übersetzerin und Filmdramaturgin            | 98    |       |
| 2. Juli  | Peter Vogelsanger               | reformierter Pfarrer, Theologe und Historiker                                           | 83    |       |
| 3. Juli  | Rosalia Chladek                 | österreichisch-tschechische Tänzerin und Choreografin                                   | 90    |       |
| 3. Juli  | Pancho Gonzales                 | US-amerikanischer Tennisspieler                                                         | 67    |       |
| 03. Juli | Andrej Guljaschki               | bulgarischer Schriftsteller                                                             | 81    |       |
| 3. Juli  | Alois Hötzendorfer              | österreichischer Politiker (ÖVP), Mitglied des Bundesrates                              | 77    |       |
| 3. Juli  | Alexander Langer                | italienischer Politiker, Mitbegründer der Italienischen Grünen, MdEP                    | 49    |       |
| 3. Juli  | Walter Morath                   | Schweizer Kabarettist                                                                   | 76    |       |
| 3. Juli  | Sherril Lynn Rettino            | US-amerikanische Schauspielerin                                                         | 39    |       |
| 3. Juli  | Georg Richter                   | deutscher Ruderer                                                                       | 90    |       |
| 4. Juli  | Andrew John Berger              | US-amerikanischer Ornithologe und Anatom                                                | 79    |       |
| 4. Juli  | Gilberto Bosques                | mexikanischer Diplomat                                                                  | 102   |       |
| 4. Juli  | Seán Fallon                     | irischer Politiker                                                                      | 57    |       |
| 4. Juli  | Eva Gabor                       | US-amerikanische Schauspielerin                                                         | 76    |       |
| 4. Juli  | Jewhen Huzalo                   | ukrainischer Schriftsteller, Journalist und Drehbuchautor                               | 58    |       |
| 4. Juli  | Bob Ross                        | US-amerikanischer Maler und Fernsehmoderator                                            | 52    |       |
| 4. Juli  | Roelof Stalknecht               | niederländischer Jazzmusiker                                                            | 68    |       |
| 4. Juli  | Karim Sandschabi                | iranischer Akademiker und Politiker                                                     | 90    |       |
| 5. Juli  | Renato Baldini                  | italienischer Schauspieler                                                              | 73    |       |
| 5. Juli  | Ludwig Fröhler                  | deutsch-österreichischer Rechts- und Wirtschaftswissenschaftler                         | 75    |       |
| 5. Juli  | Fukuda Takeo                    | 67. japanischer Premierminister                                                         | 90    |       |
| 5. Juli  | Foster Furcolo                  | US-amerikanischer Politiker                                                             | 83    |       |
| 5. Juli  | Jüri Järvet                     | estnischer bzw. sowjetischer Schauspieler                                               | 76    |       |
| 5. Juli  | Ludwig Kaindl                   | deutscher Leichtathlet                                                                  | 80    |       |
| 5. Juli  | Burkhard Kommerell              | deutscher Internist, Gastroenterologe und Hepatologe                                    | 68    |       |
| 6. Juli  | Anni Geiger-Hof                 | deutsche Schriftstellerin                                                               | 97    |       |
| 6. Juli  | Reinhard Kapp                   | deutscher Rechtsanwalt und Steuerberater                                                | 88    |       |
| 6. Juli  | Charles Price Loomis            | US-amerikanischer Soziologe                                                             | 89    |       |
| 6. Juli  | Thomas William Murphy           | US-amerikanischer Ordensgeistlicher, römisch-katholischer Bischof von Juazeiro          | 79    |       |
| 6. Juli  | Aziz Nesin                      | türkischer politischer Autor und Satire-Schriftsteller                                  | 79    |       |
| 7. Juli  | Billy Bishop                    | US-amerikanischer Pianist und Bigband-Leader                                            | 88    |       |
| 7. Juli  | Maša Haľamová                   | slowakische Schriftstellerin, Kinderbuchautorin und Übersetzerin                        | 86    |       |
| 7. Juli  | Marga Höffgen                   | deutsche Altistin                                                                       | 74    |       |
| 7. Juli  | Léon Le Calvez                  | französischer Radrennfahrer                                                             | 86    |       |
| 7. Juli  | Eeva-Liisa Manner               | finnische Dichterin                                                                     | 73    |       |
| 7. Juli  | Herbert Müller                  | deutscher Architekt                                                                     | 75    |       |
| 7. Juli  | Heinz Detlef Wüpper             | deutscher Töpfermeister und Bildhauer                                                   | 84    |       |
| 8. Juli  | Sylvain Bemba                   | kongolesischer Schriftsteller                                                           | 61    |       |
| 8. Juli  | Günter Bialas                   | deutscher Komponist                                                                     | 87    |       |
| 8. Juli  | Edmondo Fabbri                  | italienischer Fußballspieler, Fußballtrainer                                            | 73    |       |
| 8. Juli  | Andrea Giovene                  | italienischer Schriftsteller                                                            | 90    |       |
| 8. Juli  | Jean-Paul Harroy                | belgischer Politiker, Generalgouverneur von Belgisch-Kongo                              | 86    |       |
| 8. Juli  | George Johnson                  | kanadischer Arzt und Politiker, Vizegouverneur von Manitoba                             | 74    |       |
| 8. Juli  | Helene Johnson                  | US-amerikanische Lyrikerin                                                              | 89    |       |
| 8. Juli  | Pál Kovács                      | ungarischer Säbelfechter und Olympiasieger                                              | 82    |       |
| 9. Juli  | Glen Buschmann                  | deutscher Jazzmusiker                                                                   | 67    |       |
| 9. Juli  | Werner Georg Kümmel             | deutscher evangelischer Theologe und Hochschullehrer                                    | 90    |       |
| 9. Juli  | Walther Roggenkamp              | deutscher Grafiker, Maler und Bühnenbildner                                             | 68    |       |
| 10. Juli | Paolo Vieri Andreotti           | italienischer Geistlicher                                                               | 73    |       |
| 10. Juli | Paul J. Kelly                   | US-amerikanischer Mathematiker                                                          | 80    |       |
| 10. Juli | Văn Cao                         | vietnamesischer Komponist der Nationalhymne seines Landes                               | 71    |       |
| 10. Juli | Herman de Wit                   | niederländischer Jazzmusiker (Tenorsaxophon)                                            | 63    |       |
| 11. Juli | Godfrey Frankel                 | US-amerikanischer Fotograf                                                              |       |       |
| 11. Juli | Lucjan Pietraszewski            | polnischer Radrennfahrer                                                                | 77    |       |
| 11. Juli | Helma Seitz                     | deutsche Schauspielerin                                                                 | 82    |       |
| 11. Juli | Don Starr                       | US-amerikanischer Schauspieler                                                          | 77    |       |
| 12. Juli | Josef Christ                    | deutscher Bildhauer                                                                     | 78    |       |
| 12. Juli | Hermann Juch                    | österreichischer Jurist, Sänger und Operndirektor                                       | 86    |       |
| 12. Juli | Alan D. Marks                   | US-amerikanischer Konzertpianist und Komponist                                          | 46    |       |
| 12. Juli | John Yudkin                     | englischer Ernährungswissenschaftler                                                    | 84    |       |
| 13. Juli | Aimé Barelli                    | französischer Jazztrompeter und Bandleader                                              | 78    |       |
| 13. Juli | Varyl Begg                      | britischer Admiral of the Fleet und Gouverneur von Gibraltar                            | 86    |       |
| 13. Juli | Stefan Dobrovich                | österreichischer Politiker (ÖVP), Landtagsabgeordneter im Burgenland                    | 90    |       |
| 13. Juli | Dörthe Krause                   | deutsche Krankenschwester und Lehrerin                                                  | 51    |       |
| 13. Juli | Erich Kulka                     | israelischer Schriftsteller und Publizist; Überlebender des Holocaust                   | 84    |       |
| 13. Juli | Matti Pellonpää                 | finnischer Schauspieler                                                                 | 44    |       |
| 13. Juli | Robert Prigent                  | französischer Gewerkschaftsfunktionär und Politiker (MRP)                               | 84    |       |
| 14. Juli | Earl Coleman                    | US-amerikanischer Jazz-Sänger                                                           | 69    |       |
| 14. Juli | Gertrud Spiess                  | Schweizer Politikerin (CVP)                                                             | 81    |       |
| 15. Juli | Torfi Bryngeirsson              | isländischer Leichtathlet                                                               | 68    |       |
| 15. Juli | Robert Coffy                    | französischer Kardinal und Erzbischof von Marseille                                     | 74    |       |
| 15. Juli | Henri Gastaut                   | französischer Neurologe                                                                 | 80    |       |
| 15. Juli | Ingeborg Michaelis-Grabowski    | deutsche Malerin und Grafikerin                                                         | 74    |       |
| 15. Juli | Ivano Staccioli                 | italienischer Schauspieler                                                              | 68    |       |
| 16. Juli | Mordechai Gur                   | israelischer Generalstabschef und Politiker                                             | 65    |       |
| 16. Juli | Patsy Ruth Miller               | US-amerikanische Schauspielerin                                                         | 91    |       |
| 16. Juli | May Sarton                      | US-amerikanische Schriftstellerin                                                       | 83    |       |
| 16. Juli | Stephen Spender                 | britischer Dichter und Autor                                                            | 86    |       |
| 17. Juli | Harvey Charters                 | kanadischer Kanute                                                                      | 83    |       |
| 17. Juli | Achiel De Backer                | belgischer Radrennfahrer                                                                | 66    |       |
| 17. Juli | Ephraim Evron                   | israelischer Diplomat                                                                   | 75    |       |
| 17. Juli | Juan Manuel Fangio              | argentinischer Autorennfahrer                                                           | 84    |       |
| 17. Juli | Harry Guardino                  | US-amerikanischer Schauspieler                                                          | 69    |       |
| 17. Juli | Rainer Kunad                    | deutscher Komponist                                                                     | 58    |       |
| 17. Juli | Michael Ljunggren               | schwedischer Rocker                                                                     | 33    |       |
| 18. Juli | Fabio Casartelli                | italienischer Radrennfahrer                                                             | 24    |       |
| 18. Juli | Juvencio González Álvarez       | mexikanischer Geistlicher, Bischof von Ciudad Valles                                    | 78    |       |
| 18. Juli | Ibrahima B. A. Kelepha-Samba    | gambischer Politiker                                                                    | 80    |       |
| 18. Juli | Johan Gabriel Oxenstierna       | schwedischer Moderner Fünfkämpfer                                                       | 95    |       |
| 18. Juli | Srinagarindra                   | thailändische Adelige, Mutter der Könige Ananda Mahidol und Bhumibol Adulyadej          | 94    |       |
| 18. Juli | John Weakland                   | US-amerikanischer Anthropologe und Psychotherapeut                                      | 76    |       |
| 19. Juli | Michael James Andrews           | britischer Maler                                                                        | 66    |       |
| 19. Juli | Wilhelm Esser                   | deutscher Politiker (SPD), MdL                                                          | 88    |       |
| 19. Juli | Rudolf Meier                    | Schweizer Politiker (CVP)                                                               | 69    |       |
| 19. Juli | René Privat                     | französischer Radrennfahrer                                                             | 64    |       |
| 19. Juli | Juan Quispe                     | peruanischer Fußballspieler                                                             | 80    |       |
| 20. Juli | Juozas Bulavas                  | litauischer Rechtshistoriker und Politiker, Mitglied des Seimas                         | 86    |       |
| 20. Juli | Cesare Emiliani                 | italienisch-amerikanischer Geologe, Mikropaläontologe, Begründer der Paläozeanographie  | 72    |       |
| 20. Juli | Helmut Gernsheim                | deutscher Fotograf, Fotografiehistoriker und Sammler                                    | 82    |       |
| 20. Juli | Arthur Herrdin                  | schwedischer Skilangläufer                                                              | 76    |       |
| 20. Juli | Albert Koch                     | deutscher Politiker (CSU), MdL                                                          | 74    |       |
| 20. Juli | Ernest Mandel                   | marxistischer Ökonom, Theoretiker und Mitglied der Vierten Internationale               | 72    |       |
| 20. Juli | Alexander Iwanowitsch Pirumow   | russischer Komponist und Musikpädagoge                                                  | 65    |       |
| 20. Juli | Fritz Posch                     | österreichischer Historiker                                                             | 84    |       |
| 20. Juli | Natalja Dmitrijewna Spiller     | sowjetisch-russische Sopran-Opernsängerin und Hochschullehrerin                         | 85    |       |
| 20. Juli | Raimundo Tupper                 | chilenischer Fußballspieler                                                             | 26    |       |
| 20. Juli | Rudi Wegner                     | deutscher Jugendfunktionär und Konteradmiral                                            | 72    |       |
| 21. Juli | Hans Helmut Christmann          | deutscher Romanist, Linguist, Mediävist und Wissenschaftshistoriker                     | 65    |       |
| 21. Juli | Heinrich Dumoulin               | deutscher katholischer Theologe                                                         | 90    |       |
| 21. Juli | Jon Hinson                      | US-amerikanischer Politiker                                                             | 53    |       |
| 21. Juli | Chombo Silva                    | kubanischer Geiger und Saxophonist                                                      | 82    |       |
| 21. Juli | Genevieve Tobin                 | US-amerikanische Schauspielerin                                                         | 95    |       |
| 21. Juli | Elleston Trevor                 | britischer Schriftsteller                                                               | 75    |       |
| 22. Juli | Otakar Borůvka                  | tschechischer Mathematiker                                                              | 96    |       |
| 22. Juli | Dave Clark                      | US-amerikanischer Musikpromoter                                                         | 86    |       |
| 22. Juli | Margarete Haller                | deutsche Kinder- und Jugendbuchautorin                                                  | 101   |       |
| 22. Juli | Osmund Hansen                   | dänischer Maler und Grafiker                                                            | 87    |       |
| 22. Juli | Percy Humphrey                  | US-amerikanischer Jazz-Bandleader und Trompeter                                         | 90    |       |
| 22. Juli | Roman Korzeń                    | polnischer Ingenieur                                                                    | 69    |       |
| 22. Juli | Floyd McDaniel                  | US-amerikanischer R&B-Musiker                                                           | 80    |       |
| 22. Juli | Willi Rehbein                   | deutscher Politiker (SPD), MdL                                                          | 84    |       |
| 22. Juli | Bruno Tietz                     | deutscher Ökonom                                                                        | 62    |       |
| 22. Juli | Juan Vasallo                    | argentinischer Tango-Kontrabassist                                                      | 68    |       |
| 23. Juli | Matthias Defregger              | deutscher römisch-katholischer Weihbischof im Erzbistum München und Freising            | 80    |       |
| 23. Juli | Berta Scharrer                  | deutsche Endokrinologin                                                                 | 88    |       |
| 23. Juli | Paul Wingendorf                 | deutscher Politiker (CDU), MdL                                                          | 81    |       |
| 24. Juli | Sadık Ahmet                     | griechischer Politiker und Chirurg türkischer Abstammung                                | 48    |       |
| 24. Juli | Walter Brandin                  | deutscher Liedtexter, Drehbuchautor und Übersetzer                                      | 74    |       |
| 24. Juli | Johannes Hürzeler               | Schweizer Paläontologe                                                                  | 87    |       |
| 24. Juli | Harish Khanna                   | indischer Medien- und Filmfunktionär                                                    | 69    |       |
| 24. Juli | Jerry Lordan                    | englischer Songschreiber                                                                | 61    |       |
| 24. Juli | Jewgeni Wassiljewitsch Mawlejew | russischer Etruskologe                                                                  | 46    |       |
| 24. Juli | Edith Alice Müller              | Schweizer Astronomin                                                                    | 77    |       |
| 24. Juli | George Rodger                   | britischer Fotograf                                                                     | 87    |       |
| 24. Juli | Willi Schultheis                | deutscher Dressurreiter und -trainer                                                    | 73    |       |
| 24. Juli | Jerzy Toeplitz                  | polnischer Filmhistoriker und Pädagoge                                                  | 85    |       |
| 24. Juli | Hans Wind                       | finnischer Jagdflieger im Zweiten Weltkrieg                                             | 75    |       |
| 25. Juli | Susanne Davies-Osterkamp        | deutsche Psychologin und Hochschullehrerin                                              |       |       |
| 25. Juli | Eleanore Griffin                | US-amerikanische Drehbuchautorin                                                        | 91    |       |
| 25. Juli | Gustav Joseph                   | deutscher Kaufmann und Senator (Bayern)                                                 | 94    |       |
| 25. Juli | Jean Macaigne                   | französischer Pionier der Luftfahrtindustrie                                            | 90    |       |
| 25. Juli | Ernestina Maenza                | spanische Skirennläuferin                                                               | 86    |       |
| 25. Juli | Osvaldo Pugliese                | argentinischer Musiker                                                                  | 89    |       |
| 25. Juli | Charlie Rich                    | US-amerikanischer Country-Sänger                                                        | 62    |       |
| 26. Juli | Laurindo Almeida                | brasilianischer Gitarrist                                                               | 77    |       |
| 26. Juli | Heinrich Heesch                 | deutscher Mathematiker                                                                  | 89    |       |
| 26. Juli | Jean Henri Pierre Jonxis        | niederländischer Pädiater                                                               | 88    |       |
| 26. Juli | Boy Lornsen                     | deutscher Bildhauer und Schriftsteller                                                  | 72    |       |
| 26. Juli | Jaime de Mora y Aragón          | spanischer Schauspieler                                                                 | 70    |       |
| 26. Juli | George W. Romney                | US-amerikanischer Politiker                                                             | 88    |       |
| 27. Juli | Vladimír Dzurilla               | slowakischer Eishockeytorhüter und -trainer                                             | 52    |       |
| 27. Juli | Rick Ferrell                    | US-amerikanischer Baseballspieler                                                       | 89    |       |
| 27. Juli | Miklós Rózsa                    | ungarischer Filmkomponist                                                               | 88    |       |
| 28. Juli | Hermann Braun                   | deutscher Allgemeinarzt und ärztlicher Standespolitiker                                 | 79    |       |
| 28. Juli | Eddie Hinton                    | US-amerikanischer Soul-Musiker                                                          | 51    |       |
| 28. Juli | Caspar Oimoen                   | US-amerikanischer Skispringer                                                           | 89    |       |
| 28. Juli | Freddy Rottier                  | belgischer Jazzmusiker (Schlagzeug)                                                     | 74    |       |
| 28. Juli | Kurt Siebert                    | deutscher Pflanzenbauwissenschaftler                                                    | 88    |       |
| 28. Juli | Peter Wulf                      | deutscher Fußballspieler                                                                | 57    |       |
| 29. Juli | Bruno Da Col                    | italienischer Skispringer                                                               | 82    |       |
| 29. Juli | Les Elgart                      | US-amerikanischer Jazz-Trompeter und Bigband-Leader                                     | 77    |       |
| 29. Juli | Canray Fontenot                 | US-amerikanischer Cajun-Musiker                                                         | 72    |       |
| 29. Juli | Kurt Gudewill                   | deutscher Musikwissenschaftler                                                          | 84    |       |
| 29. Juli | Leo Kofler                      | deutscher Philosoph                                                                     | 88    |       |
| 29. Juli | Gerhard Schumann                | deutscher Schriftsteller und Dramatiker                                                 | 84    |       |
| 29. Juli | Severino Varela                 | uruguayischer Fußballspieler                                                            | 81    |       |
| 30. Juli | Aleksander Bardini              | polnischer Schauspieler, Regisseur und Theaterpädagoge                                  | 81    |       |
| 30. Juli | Nando Cicero                    | italienischer Filmregisseur, Drehbuchautor und Schauspieler                             | 64    |       |
| 30. Juli | Alfredo Giannetti               | italienischer Drehbuchautor und Filmregisseur                                           | 71    |       |
| 30. Juli | Nikolai Dmitrijewitsch Kusnezow | sowjetischer Triebwerkskonstrukteur                                                     | 84    |       |
| 31. Juli | Bernhard Jope                   | deutscher Luftwaffenoffizier und Kampfflieger                                           | 81    |       |
| 31. Juli | Wolfgang Meißner                | deutscher Luftwaffenoffizier und Generalleutnant der Bundeswehr                         | 74    |       |
| 31. Juli | Thomas E. Morgan                | US-amerikanischer Politiker                                                             | 88    |       |
| 31. Juli | Anna Katharina Reinartz         | deutsche Politikerin (SPD)                                                              | 80    |       |
| 31. Juli | Heinz Waaske                    | deutscher Feinmechaniker                                                                | 70    |       |
| 31. Juli | Wilhelm Wengler                 | deutscher Rechtswissenschaftler und Professor                                           | 88    |       |
| Juli     | Mario Cooper                    | US-amerikanischer Illustrator, Aquarellist, Bildhauer und Autor                         | 89    |       |

## August
| Tag        | Name                                    | Beruf, bekannt als                                                                                   | Alter | Beleg |
| ---------- | --------------------------------------- | --- | ----- | ----- |
| 1. August  | Mirko Božić                             | kroatischer Schriftsteller                                                                           | 75    |       |
| 1. August  | Daniel Chauvin                          | französischer Comiczeichner                                                                          | 56    |       |
| 1. August  | Martha Genenger                         | deutsche Schwimmerin                                                                                 | 83    |       |
| 2. August  | Thomas Brimelow, Baron Brimelow         | britischer Diplomat und Politiker                                                                    | 79    |       |
| 2. August  | Karl Herbert                            | deutscher evangelischer Theologe                                                                     | 88    |       |
| 2. August  | Rolf Kreuder                            | deutscher Fotograf                                                                                   | 72    |       |
| 2. August  | Marianne Maurer                         | deutsche Politikerin                                                                                 | 92    |       |
| 2. August  | Giancarlo Mazzacurati                   | italienischer Romanist, Italianist und Komparatist                                                   |       |       |
| 2. August  | Anton Peter Petri                       | deutscher Historiker, Volkskundler und Pädagoge                                                      | 72    |       |
| 2. August  | Gertrud Westermann                      | deutsche Historikerin, Baltistin und Studienrätin                                                    | 87    |       |
| 3. August  | Kansas Fields                           | US-amerikanischer Jazzmusiker                                                                        | 79    |       |
| 3. August  | Jules Horowitz                          | französischer Physiker                                                                               | 73    |       |
| 3. August  | Andrä Idl                               | österreichischer Unternehmer, Politiker und Abgeordneter zum Tiroler Landtag                         | 76    |       |
| 3. August  | Josef Kohlmaier                         | deutscher Politiker (CDU)                                                                            | 74    |       |
| 3. August  | Ida Lupino                              | britische Schauspielerin, Regisseurin, Autorin, Filmproduzentin                                      | 77    |       |
| 3. August  | Werner Staake                           | deutscher Widerstandskämpfer gegen den Nationalsozialismus                                           | 85    |       |
| 3. August  | Edward Whittemore                       | US-amerikanischer Schriftsteller                                                                     | 62    |       |
| 4. August  | Alejandro D. Almendras                  | philippinischer Politiker                                                                            | 76    |       |
| 4. August  | Antonio Leonviola                       | italienischer Filmregisseur und Drehbuchautor                                                        | 82    |       |
| 4. August  | Kiiti Morita                            | japanischer Mathematiker                                                                             | 80    |       |
| 4. August  | Lee Newman                              | britische Techno-Produzentin                                                                         |       |       |
| 4. August  | Said Ramadan                            | islamischer Fundamentalist                                                                           | 69    |       |
| 5. August  | Fletcher Allen                          | US-amerikanischer Jazzmusiker und Komponist                                                          | 90    |       |
| 5. August  | Menachem Avidom                         | israelischer Komponist                                                                               | 87    |       |
| 5. August  | Georg Buch                              | deutscher Politiker (SPD), MdL                                                                       | 91    |       |
| 5. August  | Udo Giulini                             | deutscher Jurist, Unternehmer und Politiker (CDU), MdB                                               | 77    |       |
| 5. August  | Hein Semke                              | deutscher Bildhauer, Maler, Keramikkünstler und Lyriker                                              | 96    |       |
| 6. August  | André Fleury                            | französischer Komponist, Pianist, Organist und Musikpädagoge                                         | 92    |       |
| 6. August  | Franz Kahler                            | österreichischer Geologe                                                                             | 95    |       |
| 6. August  | Harold Lever, Baron Lever of Manchester | britischer Politiker (Labour), Mitglied des House of Commons                                         | 81    |       |
| 6. August  | Martin Storz                            | deutscher Landwirt, Verwaltungsbeamter und Politiker (CDU), MdL                                      | 94    |       |
| 6. August  | George Svendsen                         | US-amerikanischer American-Football-Spieler und Basketballspieler                                    | 82    |       |
| 6. August  | Walter Werner                           | deutscher Schriftsteller                                                                             | 73    |       |
| 7. August  | Brigid Brophy                           | britische Autorin                                                                                    | 66    |       |
| 7. August  | Chaim Kaufman                           | israelischer Politiker                                                                               | 60    |       |
| 7. August  | Erna Seeberger-Sturzenegger             | Schweizer Philosophin                                                                                | 88    |       |
| 7. August  | Alois Seidl                             | österreichischer Politiker                                                                           | 72    |       |
| 7. August  | Maksim Tank                             | weißrussischer Lyriker und Schriftsteller                                                            | 82    |       |
| 8. August  | Kurt Becher                             | deutscher SS-Standartenführer im Zweiten Weltkrieg                                                   | 85    |       |
| 8. August  | Klaus Bock                              | deutscher Bibliothekar                                                                               | 65    |       |
| 8. August  | Horst Gläß                              | erzgebirgischer Mundartsprecher                                                                      | 70    |       |
| 8. August  | Herbert Ihlefeld                        | deutscher Militär, Oberst der deutschen Wehrmacht                                                    | 81    |       |
| 8. August  | František Nepil                         | tschechischer Schriftsteller                                                                         | 66    |       |
| 9. August  | Jerry García                            | US-amerikanischer Musiker und Bandleader der Grateful Dead                                           | 53    |       |
| 10. August | Leo Apostel                             | belgischer Philosoph                                                                                 | 69    |       |
| 10. August | Baba Rexheb                             | albanischer Islamgelehrter                                                                           | 93    |       |
| 10. August | Wei-Liang Chow                          | chinesisch-US-amerikanischer Mathematiker                                                            | 83    |       |
| 10. August | Robert Maurice Conly                    | Designer von Münzen und Briefmarken                                                                  | 75    |       |
| 10. August | Florestan Fernandes                     | brasilianischer Soziologe                                                                            | 75    |       |
| 10. August | Willi Kobe                              | Schweizer evangelischer Geistlicher und Friedensaktivist                                             | 96    |       |
| 10. August | Marcel Moussy                           | französischer Roman- und Drehbuchautor                                                               | 71    |       |
| 10. August | Aldo Protti                             | italienischer Bariton                                                                                | 75    |       |
| 10. August | Jan Quaegebeur                          | belgischer Ägyptologe                                                                                | 51    |       |
| 11. August | Karel Berman                            | tschechischer Komponist und Opernsänger                                                              | 76    |       |
| 11. August | Alonzo Church                           | US-amerikanischer Mathematiker und einer der Begründer der theoretischen Informatik                  | 92    |       |
| 11. August | Phil Harris                             | US-amerikanischer Musiker, Bandleader, Entertainer und Schauspieler                                  | 91    |       |
| 11. August | Karl Klare                              | deutscher Politiker (CDU), MdL                                                                       | 72    |       |
| 11. August | Hans Kummerlöwe                         | deutscher Ornithologe                                                                                | 91    |       |
| 11. August | Herbert Sumsion                         | englischer Musiker, der als Organist an der Kathedrale von Gloucester wirkte (1928–1967)             | 96    |       |
| 12. August | Kurt Balla                              | österreichischer Politiker (ÖVP), Landtagsabgeordneter im Burgenland                                 | 71    |       |
| 12. August | Rudolf Barák                            | tschechoslowakischer kommunistischer Politiker                                                       | 80    |       |
| 12. August | Jean Chapel                             | US-amerikanische Country- und Rockabilly-Sängerin                                                    | 70    |       |
| 12. August | Charles Granger                         | kanadischer Politiker                                                                                | 83    |       |
| 12. August | Marty Paich                             | US-amerikanischer Jazzpianist und Bandleader                                                         | 70    |       |
| 12. August | Bruno Pasquini                          | italienischer Radrennfahrer                                                                          | 80    |       |
| 12. August | Helene Roggenbuck                       | deutsche Widerstandskämpferin und Historikerin                                                       | 81    |       |
| 12. August | Robert Stephens                         | britischer Film- und Theaterschauspieler                                                             | 64    |       |
| 13. August | Reiner Brönneke                         | deutscher Schauspieler und Synchronsprecher                                                          | 66    |       |
| 13. August | Ernst Giese                             | deutscher Chemietechniker und Papiertechnologe                                                       | 84    |       |
| 13. August | Alison Hargreaves                       | britische Extrembergsteigerin                                                                        | 33    |       |
| 13. August | Víctor Klein                            | chilenischer Fußballspieler                                                                          | 77    |       |
| 13. August | Jan Křesadlo                            | tschechischer Dichter, Komponist und Science-Fiction-Autor                                           | 68    |       |
| 13. August | Harry Kühnel                            | österreichischer Historiker                                                                          | 68    |       |
| 13. August | Mickey Mantle                           | US-amerikanischer Baseballspieler                                                                    | 63    |       |
| 13. August | Youhanna Nueir                          | ägyptischer koptisch-katholischer Bischof von Assiut                                                 | 80    |       |
| 13. August | Jaak Nuuter                             | estnischer Badmintonspieler                                                                          | 49    |       |
| 13. August | Hildegard Ollenhauer                    | deutsche Politikerin (SPD), MdHB                                                                     | 92    |       |
| 13. August | Hans-Justus Rinck                       | deutscher Richter                                                                                    | 76    |       |
| 13. August | Petronia Steiner                        | deutsche Dominikanerin, Pädagogin und Kirchenlieddichterin                                           | 87    |       |
| 14. August | Helmut Beumann                          | deutscher Historiker                                                                                 | 82    |       |
| 14. August | Helmuth Bosse                           | deutscher Politiker (SPD), MdL                                                                       | 66    |       |
| 14. August | Necdet Cici                             | türkischer Fußballspieler und -trainer                                                               |       |       |
| 14. August | Hans Koch                               | deutscher Politiker (FDP)                                                                            | 84    |       |
| 14. August | Zdeněk V. Špínar                        | tschechischer Paläontologe                                                                           | 79    |       |
| 15. August | Albert Bitterling                       | deutscher Bergsteiger                                                                                | 84    |       |
| 15. August | Wilhelm Hofmann                         | deutscher Lehrer und Politiker (FDP/DVP)                                                             | 78    |       |
| 15. August | Wolfgang Müller-Osten                   | deutscher Sanitätsoffizier, Chirurg und Standespolitiker                                             | 85    |       |
| 16. August | Ljubiša Broćić                          | jugoslawischer Fußballtrainer                                                                        | 83    |       |
| 16. August | Oveta Culp Hobby                        | US-amerikanische Gesundheitsministerin                                                               | 90    |       |
| 16. August | Bernhard F. Rohe                        | deutscher Medienmanager                                                                              | 55    |       |
| 16. August | António Vilar                           | portugiesischer Schauspieler                                                                         | 82    |       |
| 17. August | Wild Bill Davis                         | US-amerikanischer Jazz- und Bluesorganist                                                            | 76    |       |
| 17. August | John Hron                               | schwedischer Jugendlicher, Mordopfer                                                                 | 14    |       |
| 17. August | Howard Koch                             | US-amerikanischer Drehbuchautor                                                                      | 93    |       |
| 17. August | Bernd Poulheim                          | deutscher Politiker (SPD), MdL                                                                       | 63    |       |
| 17. August | Helen Singer Kaplan                     | österreichisch-US-amerikanische Sexualtherapeutin                                                    | 66    |       |
| 17. August | Lucia Steigerwald                       | deutsche Malerin und Bildhauerin                                                                     | 82    |       |
| 18. August | Leonard Bell                            | US-amerikanischer Schauspieler                                                                       | 70    |       |
| 18. August | Alex Joffé                              | französischer Filmregisseur, Drehbuchautor und Schauspieler                                          | 76    |       |
| 18. August | James Maxwell                           | britischer Schauspieler und Drehbuchautor                                                            | 66    |       |
| 18. August | Elisabeth Roock                         | deutsche Politikerin (SPD), Gewerkschafterin und Oberbürgermeister                                   | 76    |       |
| 18. August | Dmitri Trofimowitsch Schepilow          | sowjetischer Politiker                                                                               | 89    |       |
| 18. August | Helmuth Schlömer                        | deutscher Generalleutnant im Zweiten Weltkrieg                                                       | 102   |       |
| 18. August | Josefine Stross                         | österreichisch-britische Kinderärztin                                                                | 94    |       |
| 18. August | Gunnar Svensson                         | schwedischer Jazzmusiker und Komponist                                                               | 75    |       |
| 19. August | Silvio Amadio                           | italienischer Filmregisseur und Drehbuchautor                                                        | 69    |       |
| 19. August | Jürgen Byl                              | deutscher Gymnasiallehrer und Autor                                                                  | 75    |       |
| 19. August | John Gilmore                            | US-amerikanischer Jazzmusiker                                                                        | 63    |       |
| 19. August | William Summer Johnson                  | US-amerikanischer Chemiker                                                                           | 82    |       |
| 19. August | Antonio Sánchez Barbudo                 | US-amerikanischer Romanist und Hispanist spanischer Herkunft                                         |       |       |
| 19. August | Pierre Schaeffer                        | französischer Komponist                                                                              | 85    |       |
| 20. August | Virginia Berresford                     | US-amerikanische Malerin, Grafikerin und Galeristin                                                  | 92    |       |
| 20. August | Maly Delschaft                          | deutsche Schauspielerin                                                                              | 96    |       |
| 20. August | Hugo Pratt                              | italienischer Comic-Autor                                                                            | 68    |       |
| 21. August | Subrahmanyan Chandrasekhar              | US-amerikanischer (Astro-)Physiker indischer Herkunft                                                | 84    |       |
| 21. August | Manfred Donike                          | deutscher Chemiker                                                                                   | 61    |       |
| 21. August | Anatoli Fistulari                       | britischer Dirigent                                                                                  | 88    |       |
| 21. August | Sven Höglund                            | schwedischer Radrennfahrer                                                                           | 84    |       |
| 21. August | Ursula Köllner                          | deutsche Schauspielerin                                                                              | 75    |       |
| 21. August | Nanni Loy                               | italienischer Filmregisseur                                                                          | 69    |       |
| 21. August | George F. Rohrlich                      | US-amerikanischer Ökonom und Hochschullehrer                                                         | 81    |       |
| 21. August | Tatjana Walerjewna Sneschina            | russische Dichterin und Singer-Songwriterin                                                          | 23    |       |
| 21. August | Chuck Stevenson                         | US-amerikanischer Rennfahrer                                                                         | 75    |       |
| 22. August | Reinhard Hellmann                       | deutsch-amerikanischer Ingenieur                                                                     | 85    |       |
| 22. August | Werner Kukelski                         | deutscher Geheimdienstler und MfS-Offizier                                                           | 75    |       |
| 23. August | Johnny Carey                            | irischer Fußballspieler und Fußballtrainer                                                           | 76    |       |
| 23. August | Karlheinz Goedtke                       | deutscher Bildhauer                                                                                  | 80    |       |
| 23. August | Harald Laurich                          | österreichischer Lehrer, Volksschuldirektor und Politiker (SPÖ), Landtagsabgeordneter der Steiermark | 75    |       |
| 23. August | Sylvester Stadler                       | österreichischer SS-Brigadeführer und Generalmajor der Waffen-SS                                     | 84    |       |
| 23. August | Matthias Stuhlberger                    | deutscher Politiker (CSU), MdL                                                                       | 76    |       |
| 23. August | Adam Wiśniewski-Snerg                   | polnischer Science-Fiction-Schriftsteller                                                            | 58    |       |
| 24. August | Matthias Bierbaum                       | österreichischer Politiker (ÖVP), Landtagsabgeordneter                                               | 78    |       |
| 24. August | Zbyněk Brynych                          | tschechischer Filmregisseur                                                                          | 68    |       |
| 24. August | Gary Crosby                             | US-amerikanischer Schauspieler                                                                       | 62    |       |
| 24. August | Richard Degener                         | US-amerikanischer Wasserspringer                                                                     | 83    |       |
| 24. August | Alfred Eisenstaedt                      | deutscher Fotoreporter                                                                               | 96    |       |
| 24. August | Anton Fuchs                             | österreichischer Schriftsteller                                                                      | 75    |       |
| 24. August | Shamaï Haber                            | israelisch-französischer Bildhauer                                                                   | 73    |       |
| 24. August | Georgette Hagedoorn                     | niederländische Sängerin, Schauspielerin, Regisseurin und Rezitatorin                                | 85    |       |
| 24. August | Peter Ludwig Petersen                   | deutscher Politiker (NSDAP, DP), MdL                                                                 | 94    |       |
| 25. August | Georg Alefeld                           | deutscher Physiker                                                                                   | 62    |       |
| 25. August | John Brunner                            | britischer Science-Fiction-Autor                                                                     | 60    |       |
| 25. August | Francis Lawrence Jobin                  | kanadischer Politiker, Vizegouverneur von Manitoba                                                   | 81    |       |
| 25. August | Edith Kristan-Tollmann                  | österreichische Geologin und Paläontologin                                                           | 61    |       |
| 25. August | Esteban Martín Jiménez                  | spanischer Radrennfahrer                                                                             | 58    |       |
| 25. August | Doug Stegmeyer                          | US-amerikanischer Rockmusiker                                                                        | 43    |       |
| 26. August | Antonio Brancaccio                      | italienischer Richter und Politiker                                                                  | 72    |       |
| 26. August | Friedrich-Wilhelm Koch                  | deutscher Chirurg und ärztlicher Standespolitiker                                                    | 82    |       |
| 26. August | Annie Kriegel                           | französische Historikerin und Publizistin                                                            | 68    |       |
| 26. August | Richard Krüger                          | deutscher Schauspieler                                                                               | 65    |       |
| 26. August | Hans Schmitt                            | deutscher Pianist                                                                                    | 70    |       |
| 27. August | Robert Breindl                          | deutscher Fußballspieler                                                                             | 85    |       |
| 27. August | Wolf von Eckardt                        | US-amerikanischer Architekturkritiker                                                                | 77    |       |
| 27. August | Glennon Patrick Flavin                  | US-amerikanischer Geistlicher, Bischof von Lincoln                                                   | 79    |       |
| 27. August | Mary Beth Hughes                        | US-amerikanische Schauspielerin                                                                      | 75    |       |
| 27. August | Václav Ježek                            | tschechoslowakischer Fußballspieler und Fußballtrainer                                               | 71    |       |
| 27. August | Max Löwenthal-Chlumecky                 | österreichischer Diplomat                                                                            | 87    |       |
| 27. August | Helmut Presser                          | deutscher Bibliothekar, Archivar und Historiker                                                      | 80    |       |
| 27. August | Allen Van                               | US-amerikanischer Eishockeyspieler                                                                   | 80    |       |
| 27. August | Hermann Josef Wallraff                  | deutscher Theologe und Jesuit                                                                        | 81    |       |
| 28. August | Earl W. Bascom                          | US-amerikanischer Rodeoreiter, Cowboy, Maler, Schauspieler, Bildhauer und Erfinder                   | 89    |       |
| 28. August | Michael Ende                            | deutscher Schriftsteller                                                                             | 65    |       |
| 28. August | Friedrich Pappermann                    | deutscher Kunstsammler und Stifter                                                                   | 86    |       |
| 28. August | Fritz Pliska                            | deutscher Diplomsportlehrer und Fußballtrainer                                                       | 79    |       |
| 28. August | Gerard Salton                           | US-amerikanischer Informatiker                                                                       | 68    |       |
| 29. August | Harry Broadhurst                        | britischer Air Chief Marshal                                                                         | 89    |       |
| 29. August | Pierre-Max Dubois                       | französischer Komponist                                                                              | 65    |       |
| 29. August | Frank Perry                             | US-amerikanischer Filmregisseur und Filmproduzent                                                    | 65    |       |
| 29. August | Thomas Strittmatter                     | deutscher Autor                                                                                      | 33    |       |
| 30. August | Fischer Black                           | US-amerikanischer Wirtschaftswissenschaftler                                                         | 57    |       |
| 30. August | Kurt Friedrich                          | deutscher Motorradrennfahrer                                                                         | 93    |       |
| 30. August | Sterling Morrison                       | US-amerikanischer Musiker und Gitarrist                                                              | 53    |       |
| 30. August | Lew Abramowitsch Polugajewski           | russisch-sowjetischer Schachmeister                                                                  | 60    |       |
| 30. August | Yamaguchi Hitomi                        | japanischer Schriftsteller                                                                           | 71    |       |
| 31. August | David Farrar                            | britischer Film- und Theaterschauspieler                                                             | 87    |       |
| 31. August | Horst Henning                           | deutscher Politiker (SPD), MdL, Oberbürgermeister von Leverkusen                                     | 58    |       |
| 31. August | Horst Janssen                           | deutscher Zeichner und Grafiker                                                                      | 65    |       |
| 31. August | Gertrud Luckner                         | christliche Widerstandskämpferin, Pazifistin                                                         | 94    |       |
| 31. August | Jean Monnier                            | französischer Skispringer                                                                            | 71    |       |
| 31. August | Fritz Nova                              | US-amerikanischer Politikwissenschaftler                                                             | 80    |       |
| 31. August | Theo Pirker                             | deutscher Sozialwissenschaftler                                                                      | 73    |       |
| 31. August | Gerda Maria Terno                       | deutsche Schauspielerin und Synchronsprecherin                                                       | 86    |       |
| 31. August | Giles Tod                               | US-amerikanischer Schriftsteller und Autor                                                           |       |       |
| August     | Gilles Andruet                          | französischer Schachspieler                                                                          | 37    |       |
| August     | Georg Fröbrich                          | deutscher freikatholischer Bischof                                                                   | 80    |       |
| August     | Olly Holzmann                           | österreichische Eiskunstläuferin, Tänzerin und Filmschauspielerin                                    | 78    |       |
| August     | Trude Rosen                             | österreichische Schauspielerin                                                                       | 82    |       |

## September
| Tag           | Name                             | Beruf, bekannt als                                                                                  | Alter | Beleg |
| ------------- | -------------------------------- | --------------------------------------------------------------------------------------------------- | ----- | ----- |
| 1. September  | Julián Berrendero                | spanischer Radrennfahrer                                                                            | 83    |       |
| 1. September  | Siegbert Feghelm                 | deutscher Fußballspieler                                                                            | 53    |       |
| 1. September  | Joseph N. Gallo                  | US-amerikanischer Mobster                                                                           | 83    |       |
| 1. September  | Gino Sopracordevole              | italienischer Ruderer                                                                               | 90    |       |
| 2. September  | Hildegard von Marchtaler         | deutsche Privatlehrerin und Genealogin                                                              | 98    |       |
| 2. September  | Wilhelm Müller                   | deutscher Journalist                                                                                | 82    |       |
| 2. September  | Václav Neumann                   | tschechischer Dirigent, Violine- und Viola-Spieler                                                  | 74    |       |
| 3. September  | Mary Adshead                     | englische Malerin, Illustratorin und Designerin                                                     | 91    |       |
| 3. September  | Günter Ammon                     | deutscher Psychoanalytiker                                                                          | 77    |       |
| 3. September  | Matts Arnberg                    | schwedischer Radioproduzent, Ethnologe und Musikwissenschaftler                                     | 76    |       |
| 3. September  | Earle Birney                     | kanadischer Schriftsteller                                                                          | 91    |       |
| 3. September  | Karl Maria Hettlage              | deutscher Wirtschaftswissenschaftler                                                                | 92    |       |
| 3. September  | Rudolf Hoflehner                 | österreichischer Maler und Bildhauer                                                                | 79    |       |
| 3. September  | Hubert Rabini                    | deutscher Landrat des Landkreises Oberallgäu                                                        | 62    |       |
| 3. September  | Julius Tielbürger                | deutscher Unternehmer und Erfinder                                                                  | 75    |       |
| 4. September  | Chuck Greenberg                  | US-amerikanischer Fusion-Musiker und Bandleader                                                     | 45    |       |
| 4. September  | Edmond Jouhaud                   | französischer Offizier                                                                              | 90    |       |
| 4. September  | William Kunstler                 | US-amerikanischer Bürgerrechtsanwalt                                                                | 76    |       |
| 4. September  | Roman Swonkow                    | ukrainischer Biathlet                                                                               | 28    |       |
| 4. September  | Berit Wallenberg                 | schwedische Archäologin, Anthropologin, Kunsthistorikerin und Fotografin                            | 93    |       |
| 4. September  | Ellen Wiederhold                 | deutsche Politikerin (CDU)                                                                          | 73    |       |
| 5. September  | Gerhild Diesner                  | österreichische Malerin                                                                             | 80    |       |
| 5. September  | Alwine Hotter                    | österreichische Malerin, Grafikerin und Kunstgewerblerin                                            | 100   |       |
| 5. September  | Werner Georg Kimmerling          | deutscher Marineoffizier, Flottillenadmiral der Bundesmarine                                        | 82    |       |
| 5. September  | Ruth Körner                      | österreichische Autorin                                                                             | 87    |       |
| 05. September | John Megna                       | US-amerikanischer Schauspieler                                                                      | 42    |       |
| 5. September  | Jean-Luc Pépin                   | kanadischer Politiker                                                                               | 70    |       |
| 5. September  | Benyamin Sueb                    | indonesischer Schauspieler, Filmregisseur und Sänger                                                | 56    |       |
| 5. September  | Karl Warner                      | US-amerikanischer Sprinter und Olympiasieger                                                        | 87    |       |
| 6. September  | Gianni Caldana                   | italienischer Leichtathlet                                                                          | 81    |       |
| 6. September  | Mary Doran                       | US-amerikanische Schauspielerin                                                                     | 84    |       |
| 06. September | Warren Ingersoll                 | US-amerikanischer Hockeytorhüter und Sportfunktionär                                                | 87    |       |
| 6. September  | Buster Mathis                    | US-amerikanischer Boxer                                                                             | 52    |       |
| 6. September  | Larry O’Connor                   | kanadischer Hürdenläufer und Sprinter                                                               | 78    |       |
| 6. September  | Ralph Rosenblum                  | US-amerikanischer Cutter und Regisseur                                                              | 69    |       |
| 6. September  | Helmut Rußwurm                   | deutscher Maler und Grafiker                                                                        | 84    |       |
| 6. September  | Edmund Stierschneider            | österreichischer Maler, Kunstlehrer und Zeitungsverleger                                            | 83    |       |
| 6. September  | Italo Valenti                    | italienischer Maler                                                                                 | 83    |       |
| 7. September  | Ilse Heß                         | deutsche Autorin, Ehefrau von Rudolf Heß                                                            | 95    |       |
| 7. September  | Walter Hofmann                   | deutscher Geodät und Hochschullehrer                                                                | 82    |       |
| 7. September  | Albert Mansfeld                  | deutscher Oberschulrat und Politiker                                                                | 94    |       |
| 7. September  | Josef Medl                       | österreichischer Politiker (SPÖ), Landtagsabgeordneter, Mitglied des Bundesrates                    | 78    |       |
| 8. September  | José Luis González Dávila        | mexikanischer Fußballspieler                                                                        | 52    |       |
| 8. September  | Olga Wsewolodowna Iwinskaja      | russische Künstlermuse, Geliebte und Inspiration von Boris Pasternak                                | 83    |       |
| 8. September  | Erich Kunz                       | österreichischer Opernsänger (Bariton)                                                              | 86    |       |
| 8. September  | Heinz Malitzky                   | deutscher Finanzjurist und Bundesrichter                                                            | 91    |       |
| 8. September  | Theodor Mathieu                  | deutscher Jurist und Politiker (CSU)                                                                | 76    |       |
| 8. September  | Walter Resch                     | österreichischer Techniker und Politiker (SPÖ), Abgeordneter zum Nationalrat                        | 56    |       |
| 8. September  | Zhang Ailing                     | chinesische Schriftstellerin                                                                        | 74    |       |
| 9. September  | Arno Bulitta                     | deutscher Mediziner und Lokalpolitiker                                                              | 73    |       |
| 9. September  | Patrick J. Burke                 | irischer Politiker (Fianna Fáil)                                                                    | 91    |       |
| 9. September  | Maria Dutli-Rutishauser          | Schweizer Schriftstellerin                                                                          | 91    |       |
| 9. September  | Reinhard Furrer                  | deutscher Astronaut, Physiker, Pilot                                                                | 54    |       |
| 9. September  | Marie Hüsing                     | deutsche Diakonisse, Dichterin und Schriftstellerin                                                 | 86    |       |
| 9. September  | Lotte Kaliski                    | deutsche Pädagogin, Schulleiterin und -gründerin                                                    | 86    |       |
| 9. September  | Hans Krüsi                       | Schweizer Maler und Stadtoriginal                                                                   | 75    |       |
| 9. September  | Benjamin Mazar                   | israelischer Historiker und biblischer Archäologe                                                   | 89    |       |
| 9. September  | Erik Nilsson                     | schwedischer Fußballspieler                                                                         | 79    |       |
| 9. September  | Jamie L. Whitten                 | US-amerikanischer Politiker                                                                         | 85    |       |
| 10. September | Charles Denner                   | französischer Schauspieler                                                                          | 69    |       |
| 10. September | Salme Ekbaum                     | estnische Schriftstellerin und Lyrikerin                                                            | 82    |       |
| 10. September | Derek Meddings                   | britischer Spezialist für Spezialeffekte und Modelle                                                | 64    |       |
| 10. September | Monika Meyer-Holzapfel           | Schweizer Zoodirektorin                                                                             | 88    |       |
| 10. September | Gertrud Stephani-Klein           | deutschsprachige Kinderbuchautorin und Publizistin                                                  | 81    |       |
| 11. September | Georges Canguilhem               | französischer Philosoph, Mediziner und Widerstandskämpfer                                           | 91    |       |
| 11. September | Horst Kämpfer                    | deutscher Radrennfahrer                                                                             | 54    |       |
| 11. September | Ralph Kent-Cooke                 | US-amerikanischer Autorennfahrer und Rennstallbesitzer                                              | 58    |       |
| 11. September | Reinhard von der Marwitz         | deutscher Liedtextdichter, Gastronom, LGBTIQ-Aktivist                                               | 49    |       |
| 11. September | Kieth O’dor                      | britischer Rennfahrer                                                                               | 33    |       |
| 11. September | Friedrich Silcher                | deutscher Rechtsanwalt                                                                              | 88    |       |
| 11. September | Jerome Theisen                   | US-amerikanischer Geistlicher, Benediktiner und Abtprimas des Benediktinerordens                    | 64    |       |
| 12. September | Louis Bodez                      | französischer Fußballspieler                                                                        | 57    |       |
| 12. September | Johnny Bothwell                  | US-amerikanischer Jazzmusiker                                                                       | 76    |       |
| 12. September | Jeremy Brett                     | britischer Schauspieler                                                                             | 61    |       |
| 12. September | Grahame Clark                    | britischer Prähistoriker                                                                            | 88    |       |
| 12. September | Larry Gales                      | US-amerikanischer Jazz-Bassist                                                                      | 59    |       |
| 12. September | Malvin Russell Goode             | US-amerikanischer TV-Journalist und Nachrichten-Korrespondent                                       | 87    |       |
| 12. September | Tom Helmore                      | britisch-amerikanischer Schauspieler                                                                | 91    |       |
| 12. September | Margarete Kühn                   | deutsche Kunsthistorikerin                                                                          | 93    |       |
| 12. September | Yasutomo Nagai                   | japanischer Motorradrennfahrer                                                                      | 29    |       |
| 12. September | Ernst Pohl                       | polnischer Fußballspieler                                                                           | 62    |       |
| 13. September | Fritz Bennewitz                  | deutscher Theaterregisseur                                                                          | 69    |       |
| 13. September | Claude Boujon                    | französischer Autor und Illustrator von Kinderbüchern                                               | 65    |       |
| 13. September | Andreas Engermann                | deutscher Pädagoge und Autor                                                                        | 75    |       |
| 13. September | Eberhard Godt                    | deutscher Marineoffizier, zuletzt Konteradmiral im Zweiten Weltkrieg                                | 95    |       |
| 13. September | Francesco Messina                | italienischer Bildhauer und Dichter                                                                 | 94    |       |
| 13. September | Frank Silva                      | US-amerikanischer Requisiteur und Schauspieler                                                      | 45    |       |
| 13. September | Kurt Wais                        | deutscher Romanist, Germanist und Komparatist                                                       | 88    |       |
| 14. September | Hans-Gerd Fröhlich               | deutscher Vertriebenenpolitiker, MdB                                                                | 81    |       |
| 14. September | Erich Gindler                    | deutscher Maler                                                                                     | 92    |       |
| 14. September | Richard Lange                    | deutscher Rechtswissenschaftler und Kriminologe                                                     | 89    |       |
| 14. September | Ewald Lütge                      | deutscher Journalist, Radiomoderator, Musikmanager und Texter                                       | 50    |       |
| 14. September | Emerson John Moore               | US-amerikanischer Geistlicher, Weihbischof in New York                                              | 57    |       |
| 14. September | Eiji Okada                       | japanischer Schauspieler                                                                            | 75    |       |
| 14. September | Arthur Ernest Wilder-Smith       | britischer Chemiker, Pharmakologe, Drogenexperte und Kreationist                                    | 79    |       |
| 15. September | Dirceu                           | brasilianischer Fußballspieler                                                                      | 43    |       |
| 15. September | Dietrich Adolf Hrabak            | deutscher Offizier, zuletzt Generalmajor der Luftwaffe                                              | 80    |       |
| 15. September | David McMullin                   | US-amerikanischer Hockeyspieler                                                                     | 87    |       |
| 15. September | Roberto Nicotti                  | italienischer Radrennfahrer                                                                         | 29    |       |
| 15. September | Pedro Nolasco                    | dominikanischer Boxer                                                                               | 33    |       |
| 15. September | Gunnar Nordahl                   | schwedischer Fußballspieler                                                                         | 73    |       |
| 15. September | Rien Poortvliet                  | niederländischer Maler und Zeichner                                                                 | 63    |       |
| 15. September | Benno Schmied                    | deutscher Fußballtorwart                                                                            | 81    |       |
| 15. September | Ernst-August von Wangenheim      | deutscher General                                                                                   | 84    |       |
| 15. September | Watanabe Michio                  | japanischer Politiker                                                                               | 72    |       |
| 16. September | Hans Häckermann                  | deutscher Schauspieler und Intendant                                                                | 65    |       |
| 16. September | Leo Horn                         | niederländischer Fußballschiedsrichter                                                              | 79    |       |
| 16. September | Walter Müller                    | deutscher Fußballspieler                                                                            | 66    |       |
| 16. September | Aldo Novarese                    | italienischer Schriftendesigner                                                                     | 75    |       |
| 16. September | Rudolf Wild                      | deutscher Unternehmer                                                                               | 91    |       |
| 17. September | Gottfried Bermann Fischer        | deutscher Verleger                                                                                  | 98    |       |
| 17. September | Wim ter Burg                     | niederländischer Kirchenmusiker, Chordirigent und Musikpädagoge                                     | 81    |       |
| 17. September | Jean Gol                         | belgischer Politiker, MdEP                                                                          | 53    |       |
| 17. September | Astrid Krebsbach                 | deutsche Tischtennisspielerin                                                                       | 82    |       |
| 17. September | Friedrich Schütter               | deutscher Schauspieler, Hörspiel- und Synchronsprecher                                              | 74    |       |
| 17. September | Grady Sutton                     | US-amerikanischer Schauspieler                                                                      | 89    |       |
| 17. September | Lucien Victor                    | belgischer Radrennfahrer                                                                            | 64    |       |
| 17. September | Werner Welte                     | deutscher Anglist                                                                                   | 47    |       |
| 18. September | Emil Brunner                     | Schweizer Fotograf                                                                                  | 86    |       |
| 18. September | Kaka Hathrasi                    | indischer humoristischer Dichter und Satiriker                                                      | 89    |       |
| 18. September | Erwin Waldschütz                 | österreichischer Philosoph                                                                          | 46    |       |
| 19. September | Ernst Bachmann                   | Schweizer Politiker (FDP)                                                                           | 83    |       |
| 19. September | Oskar Bottoli                    | österreichischer Bildhauer                                                                          | 73    |       |
| 19. September | Gerhard Grümmer                  | deutscher Biologe und Schriftsteller                                                                | 69    |       |
| 19. September | Hilda Horak                      | slowenische Pianistin, Musikpädagogin und Komponistin polnischer Herkunft                           | 80    |       |
| 19. September | Rudolf Peierls                   | deutsch-britischer Physiker                                                                         | 88    |       |
| 19. September | Avi Sagild                       | Schauspielerin                                                                                      | 62    |       |
| 19. September | Clinton Stephens                 | US-amerikanischer Badmintonspieler                                                                  | 75    |       |
| 19. September | Thomas Stanley Westoll           | britischer Paläontologe                                                                             | 83    |       |
| 20. September | Emmy Albus                       | deutsche Leichtathletin                                                                             | 83    |       |
| 20. September | Michail Alexandrowitsch Bogdanow | sowjetischer bzw. russischer Szenenbildner und Artdirector                                          | 80    |       |
| 20. September | Peter Paul Etz                   | deutscher Maler, Glaskünstler, Illustrator, Professor                                               | 82    |       |
| 20. September | Hans Gierster                    | deutscher Dirigent                                                                                  | 70    |       |
| 20. September | José Sabre Marroquín             | mexikanischer Komponist und Dirigent                                                                | 85    |       |
| 20. September | Oleh Twerdochleb                 | ukrainischer Leichtathlet                                                                           | 25    |       |
| 21. September | Ruth Jacobi                      | deutsche Fotografin                                                                                 | 96    |       |
| 21. September | Michael Millett                  | englischer Fußballspieler                                                                           | 17    |       |
| 21. September | Rudy Perpich                     | US-amerikanischer Politiker                                                                         | 67    |       |
| 21. September | Donald Johan Kuenen              | niederländischer Biologe                                                                            | 83    |       |
| 22. September | Alfred Böhm                      | österreichischer Schauspieler                                                                       | 75    |       |
| 22. September | Dolly Collins                    | englische Folkmusikerin                                                                             | 62    |       |
| 22. September | Raimondo Del Balzo               | italienischer Drehbuchautor und Regisseur                                                           | 56    |       |
| 22. September | Günter Dietz                     | deutscher Kunstdrucker und Erfinder                                                                 | 75    |       |
| 22. September | Bruno Junk                       | sowjetischer Leichtathlet                                                                           | 65    |       |
| 22. September | Antonio Pujol                    | mexikanischer Maler und Grafiker                                                                    | 82    |       |
| 22. September | Konrad Siebach                   | deutscher Kontrabassist und Kontrabass-Lehrer                                                       | 82    |       |
| 22. September | David James Walker               | kanadischer Politiker                                                                               | 90    |       |
| 23. September | Luigi Bellotti                   | italienischer römisch-katholischer Erzbischof und Diplomat des Heiligen Stuhls                      | 81    |       |
| 23. September | Josef Blechinger                 | österreichischer Philhellene und Ikonenmaler                                                        |       |       |
| 23. September | Georg Bretschneider              | deutscher Jurist; Vizepräsident des Bundesrechnungshofs                                             | 94    |       |
| 23. September | Fritz Christen                   | deutscher Angehöriger der Waffen-SS und Ritterkreuzträger                                           | 74    |       |
| 23. September | Albrecht Unsöld                  | deutscher Astronom und Physiker                                                                     | 90    |       |
| 24. September | Paula Dworak                     | österreichische Filmeditorin                                                                        | 82    |       |
| 24. September | Elizabeth A. H. Green            | US-amerikanische Musikpädagogin, Dirigentin und Komponistin                                         | 89    |       |
| 24. September | Tom McBride                      | amerikanisches Model und Schauspieler                                                               | 42    |       |
| 24. September | Lauri Saikkola                   | finnischer Violinist und Komponist                                                                  | 89    |       |
| 24. September | Josef Wintjes                    | deutscher Zeitschriftenverleger                                                                     | 48    |       |
| 25. September | Hans Battista                    | österreichischer Mediziner und SS-Führer                                                            | 80    |       |
| 25. September | Dave Bowen                       | walisischer Fußballspieler                                                                          | 67    |       |
| 25. September | Gustav Brom                      | tschechischer Bigband-Leader                                                                        | 74    |       |
| 25. September | Bessie Delany                    | US-amerikanische Autorin und Bürgerrechtlerin                                                       | 104   |       |
| 25. September | Dorothy Dickson                  | britische Schauspielerin                                                                            | 102   |       |
| 25. September | Rudolf Olgiati                   | Schweizer Architekt                                                                                 | 85    |       |
| 25. September | Wilhelm Sold                     | saarländischer, deutscher Fußballspieler                                                            | 84    |       |
| 26. September | Lenny Hambro                     | US-amerikanischer Jazz-Altsaxophonist                                                               | 71    |       |
| 26. September | Gerhardus Anselmus van Kleef     | alt-katholischer Bischof von Haarlem                                                                | 73    |       |
| 27. September | Alexander Argow                  | israelischer Komponist                                                                              | 80    |       |
| 27. September | Laurence Jones                   | britischer Offizier der Luftstreitkräfte und Vizegouverneur der Isle of Man                         | 62    |       |
| 27. September | Karl-Heinz Marbach               | deutscher Kapitänleutnant der Kriegsmarine                                                          | 78    |       |
| 27. September | Hans Psenner                     | österreichischer Zoologe, Gründer des Alpenzoos                                                     | 83    |       |
| 27. September | Hans Welsch                      | saarländischer Unternehmer                                                                          | 72    |       |
| 28. September | Rabah Belamri                    | algerischer Schriftsteller                                                                          | 48    |       |
| 28. September | Heidi Joschko                    | deutsche Schauspielerin                                                                             | 88    |       |
| 28. September | Herbert Kölbel                   | deutscher Chemiker                                                                                  | 87    |       |
| 29. September | Alfred Felix Landon Beeston      | britischer Orientalist                                                                              | 84    |       |
| 29. September | Gerd Bucerius                    | deutscher Verleger und Politiker (CDU), MdHB, MdB                                                   | 89    |       |
| 29. September | Albert Johanneson                | südafrikanischer Fußballspieler                                                                     | 55    |       |
| 29. September | Khaled Kelkal                    | algerisch-französischer Terrorist                                                                   | 24    |       |
| 29. September | Madalyn Murray O’Hair            | US-amerikanische Bürgerrechtlerin                                                                   | 76    |       |
| 30. September | Max Auwärter                     | deutsch-liechtensteinischer Industrieller                                                           | 87    |       |
| 30. September | Theo Balden                      | deutscher Bildhauer und Graphiker                                                                   | 91    |       |
| 30. September | Jean-Luc Lagarce                 | französischer Schriftsteller und Theaterregisseur                                                   | 38    |       |
| 30. September | Jakob Segal                      | deutscher Biologe und Leiter des Instituts für Allg. Biologie an der Humboldt-Universität in Berlin | 84    |       |
| 30. September | Bertil von Wachenfeldt           | schwedischer Leichtathlet                                                                           | 86    |       |
| 30. September | Alan Herries Wilson              | britischer theoretischer Festkörperphysiker und Manager                                             | 89    |       |
| September     | Gregorio Caloggero               | peruanischer Radrennfahrer                                                                          | 78    |       |
| September     | Reginald Carter                  | britischer Schauspieler                                                                             |       |       |
| September     | Denis Freney                     | australischer Journalist                                                                            |       |       |
| September     | Hans Jesse                       | deutscher Journalist                                                                                | 75    |       |
| September     | John William Wainwright          | englischer Krimi-Schriftsteller                                                                     | 74    |       |